# Mekong
Il Mê Kông (chiamato dai vietnamiti Cửu Long, in tibetano Dza-chu, in cinese Méigōng Hé, 湄公河, e in tailandese Mae Nam Khong, แม่น้ำโขง) è il fiume più lungo e importante dell'Indocina e uno dei maggiori dell'Asia; è il settimo fiume più lungo del mondo e il dodicesimo in termini di portata (475 km³ annui): la sua lunghezza stimata è pari a 4.880 km e il bacino ha un'ampiezza di 810.000 km². Dall'altopiano del Tibet il fiume attraversa la provincia cinese dello Yunnan, la Birmania, la Thailandia, il Laos, la Cambogia e il Vietnam. Le forti variazioni stagionali della portata d'acqua e la presenza di rapide e cascate ne rendono difficoltosa la navigazione.

## Il corso

### Tibet
Le sorgenti del fiume e la sua esatta lunghezza sono di difficile individuazione, il tratto iniziale raccoglie le acque di diversi affluenti situati in un'area difficilmente accessibile dell'altopiano del Tibet. Secondo un'indagine della China Science Exploration Association il fiume nasce dalla sorgente di Lasagongma 33°42′31″N 94°41′44″E nei pressi della città di Ganasongdou, nei monti Jifu nel Distretto di Yushu (Provincia di Qinghai) ad un'altitudine di 5.224 m s.l.m. L'Accademia Cinese delle Scienze ha individuato invece la sorgente del fiume sul fronte settentrionale del monte Guozongmucha, dal quale si snoda attraverso la parte sud-occidentale della provincia cinese di Qinghai.
Una precedente esplorazione dell'antropologo e documentarista francese Michel Piessel aveva identificato l'origine nel fiume nel passo Rupsa (collocato più a ovest a 4.975 m s.l.m.) Dalla difficoltà dell'individuazione della sorgente nasce la difficoltà di determinare la lunghezza del fiume e vengono citate lunghezze variabili tra i 4.350 km e i 4.909 km. La zona in cui nasce si trova nella Riserva Nazionale Naturale di Sanjiangyuan, letteralmente "dei tre fiumi", dalla quale nascono anche il Fiume Giallo ed il Fiume Azzurro. L'alto corso del Mekong si snoda nella parte orientale dell'altopiano tibetano, dove viene chiamato in tibetano རྫ་ཆུ (traslitterazione Wylie: rDza chu, in pinying tibetano: Za Qu, che può essere reso in italiano con Za Ciu).

### Yunnan

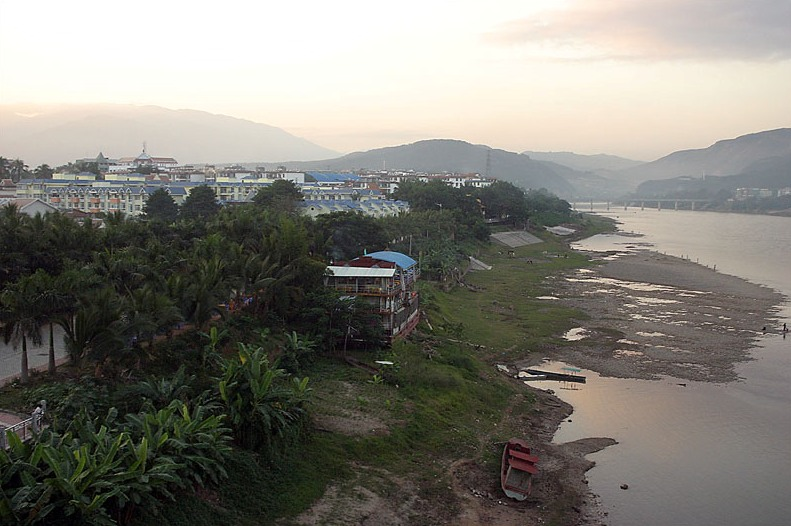
Láncāng a Jinghong

Entra poi nella Provincia dello Yunnan, dove viene chiamato Láncāng Jiāng in cinese, che significa "fiume turbolento". Appena entra nello Yunnan, le sue profonde gole, quelle del Saluen e quelle del Fiume Azzurro formano la cosiddetta "area protetta dei tre fiumi paralleli", un grande parco che si estende su una superficie di 1.698.400 ettari. Tale parco, che ospita 80 rare specie animali a rischio di estinzione ed oltre 7.000 specie vegetali diverse, è stato definito dall'UNESCO la più ricca area al mondo di biodiversità ed è stato inserito nel 2003 nella lista dei patrimoni dell'umanità.
Dopo essere uscito dalle zone di alta montagna entra in una zona collinare e attraversa la prefettura autonoma dai di Xishuangbanna, dove bagna il capoluogo Jinghong. Quando esce dalla Cina, il fiume si trova ad un'altitudine di soli 500 m s.l.m.

### Tra Laos e Birmania

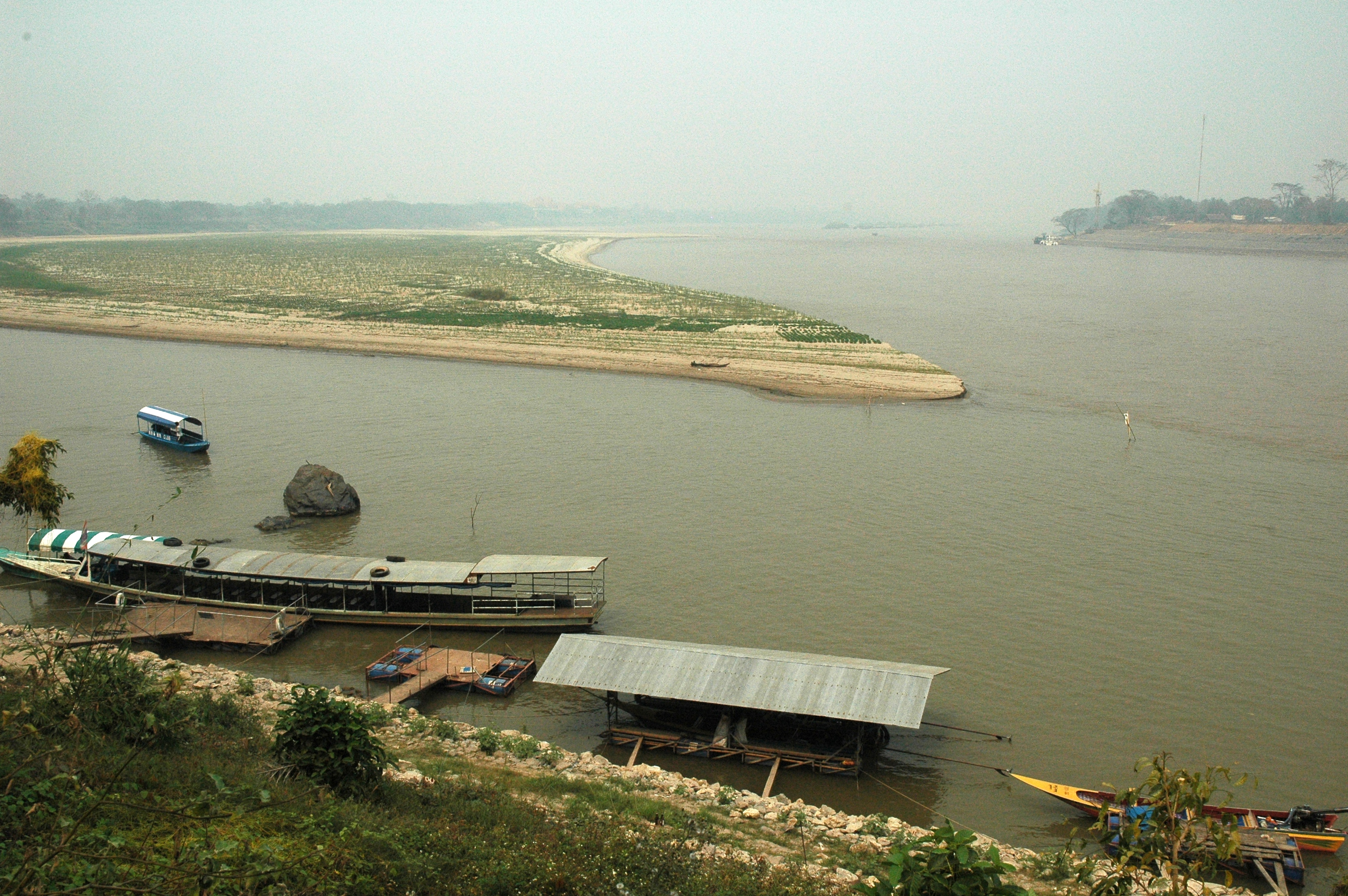
Triangolo d'oro, confluenza tra Ruak e Mekong

Il fiume prosegue verso sud delimitando per circa 200 km il confine naturale tra Birmania e Laos, immerso in una fitta giungla posta tra colline di difficile accessibilità e scarsamente abitate. Al termine di questo tratto, nei pressi della cittadina thailandese di Chiang Saen, riceve le acque del fiume Ruak in corrispondenza della regione chiamata triangolo d'oro. Questo punto delimita la separazione fra l'alto corso e il basso corso del fiume ed è il luogo dove si congiungono i confini di Thailandia, Laos e Birmania. In Birmania il Mekong viene chiamato မဲခောင္‌မ္ရစ္, traslitterato Mè‘kaung Myit, mentre in Laos prende il nome ແມ່ນ້ຳຂອງ, traslitterato mɛː nâːm kʰɔ̌ːŋ (con la ò aperta ed allungata), letteralmente Khong, madre delle acque. L'appellativo mae nam viene assegnato in Thailandia ed in Laos a tutti i fiumi maggiori.

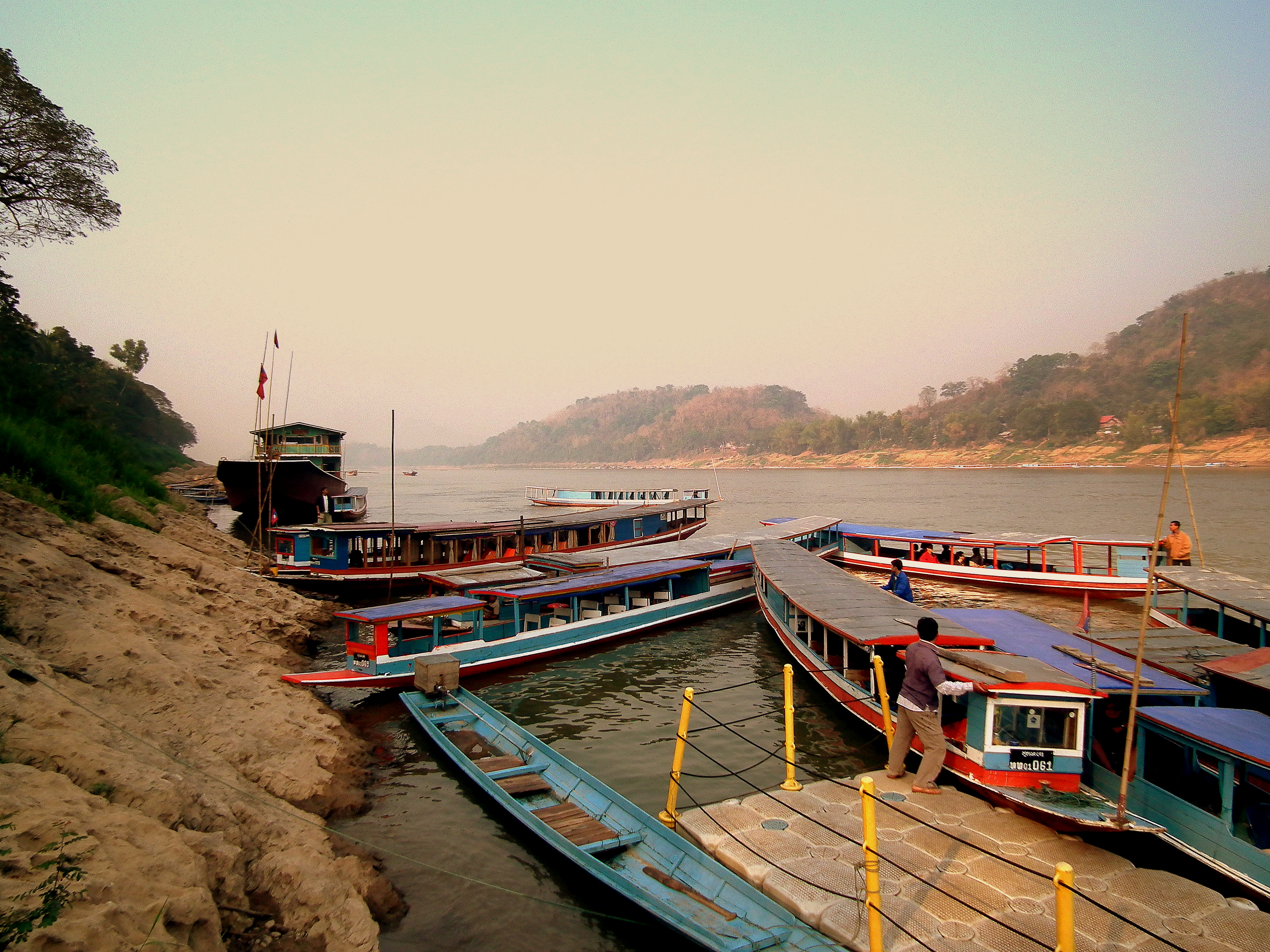
Il Mekong a Luang Prabang

### Tra Laos e Thailandia
In seguito il Mekong segna il confine tra Laos e Thailandia scorrendo verso sud. In lingua thailandese viene chiamato Menam Khong, in lingua thai แม่น้ำโขง, traslitterazione IPA mɛː nâːm kʰǒːŋ (a differenza del laotiano, in thai si pronuncia con la ó chiusa ma anch'essa allungata). Si inoltra nel Laos prima di un'ampia curva che piega ad est. Anche la zona posta tra il confine laotiano-thailandese a Chiang Khong e Luang Prabang si snoda tra colline scarsamente abitate ed è navigabile, malgrado le difficoltà costituite da diverse rapide e dai frequenti massi affioranti.

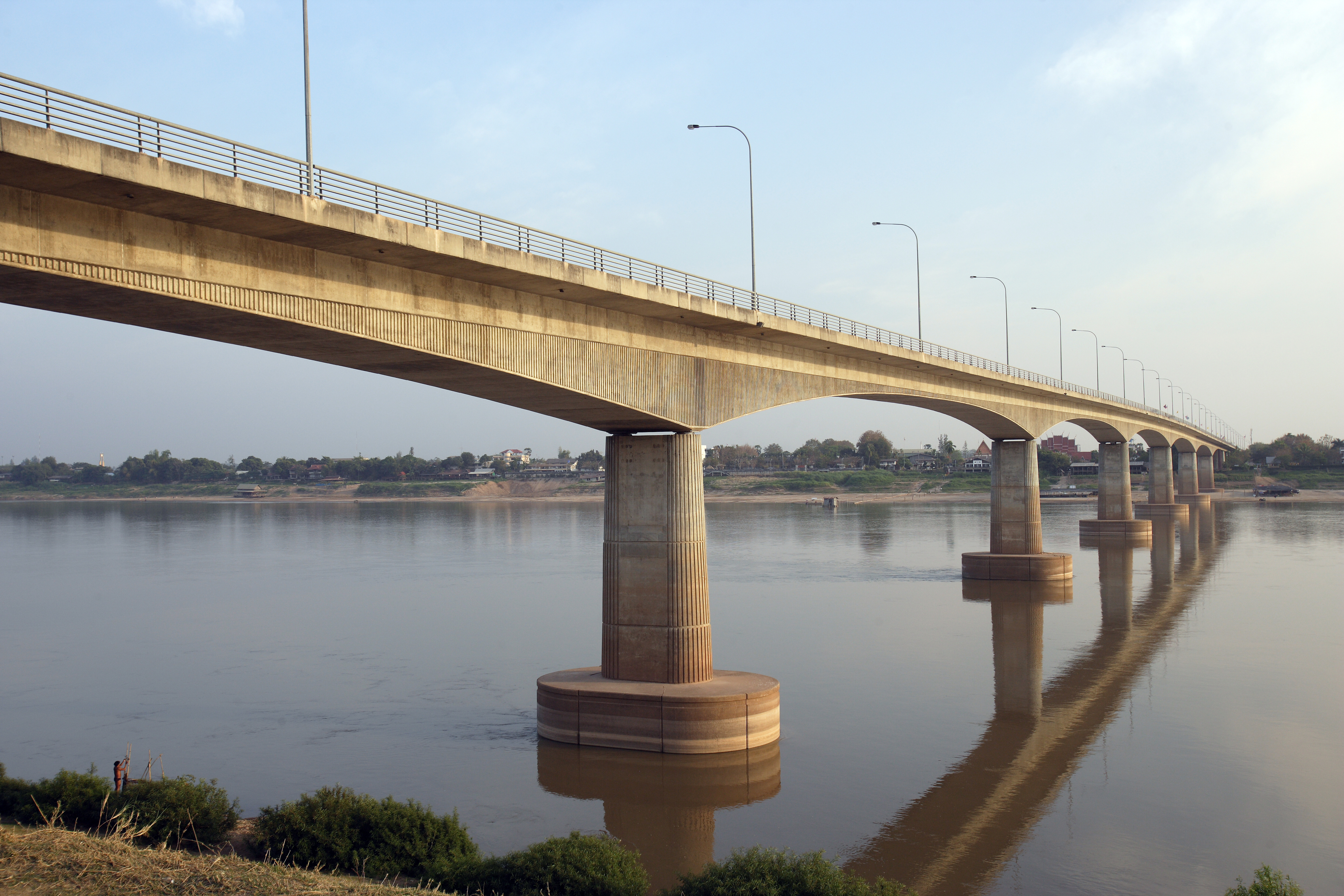
Il primo ponte sul Mekong in Thailandia e Laos, tra Nong Khai e Vientiane

Poco prima di Luang Prabang il fiume compie una curva ad U e si dirige verso sud-ovest. Dopo la città si dirige a sud e si allarga notevolmente, la portata rimane molto irregolare ma da questo tratto in poi il fiume è più facilmente navigabile nella stagione delle piogge, rappresentando una delle vie di comunicazione principali del paese. Nei mesi secchi la navigazione è più difficoltosa per il basso livello delle acque. Circa cento chilometri prima della capitale laotiana Vientiane, il fiume curva verso est e torna a seguire per diverse centinaia di chilometri il confine tra Laos e Thailandia. Nei pressi di Vientiane è stato inaugurato nel 1994 il primo ponte dell'amicizia thai-lao, il primo dei quattro ponti costruiti sul fiume lungo la frontiera tra i due Paesi.

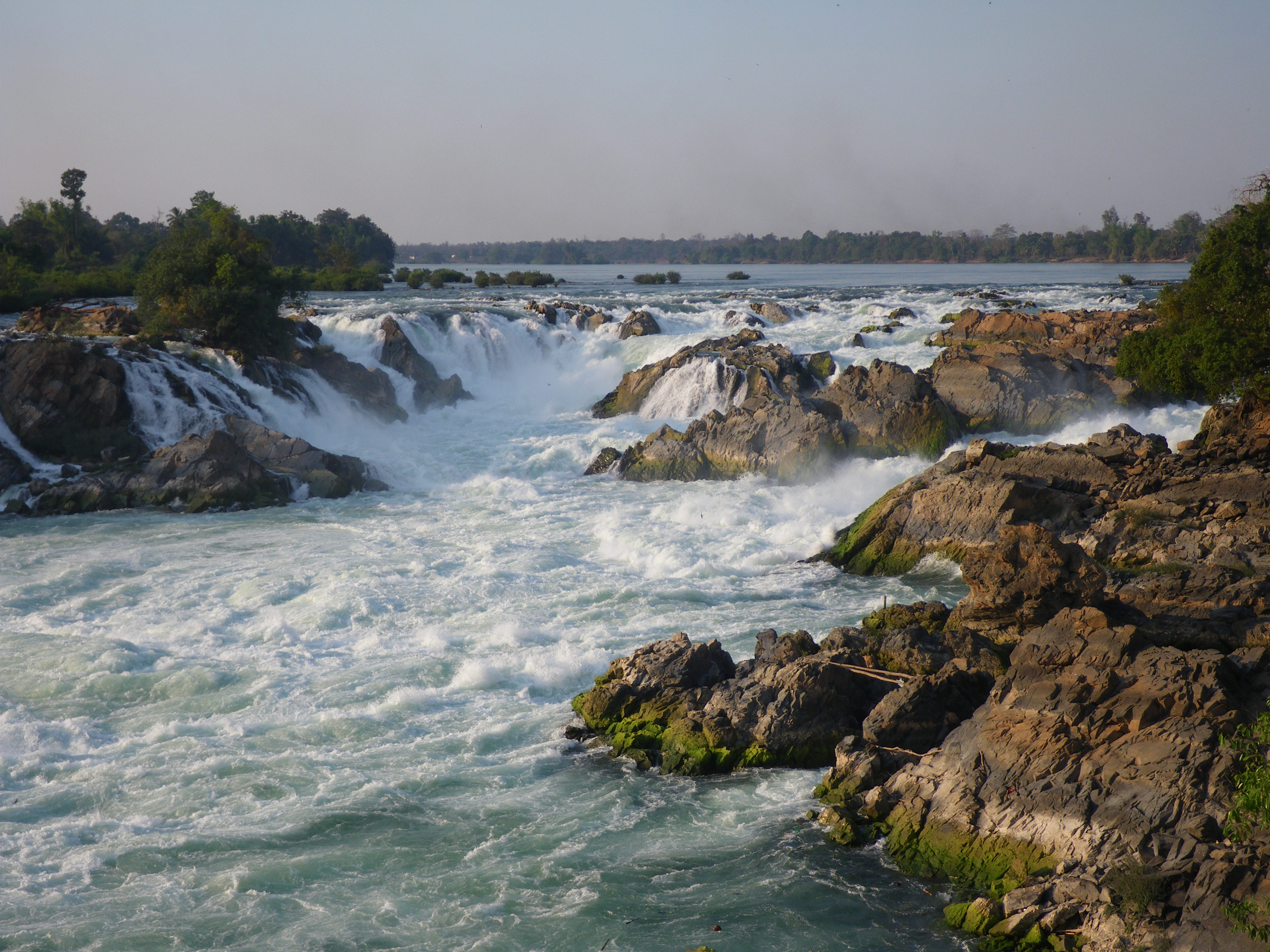
Cascate di Khone del Mekong, ai confini con la Cambogia

Il secondo fu inaugurato nel 2006 tra Savannakhet e Mukdahan, il terzo nel 2011 tra Thakhek e Nakhon Phanom ed il quarto nel 2013 a nord tra Ban Houayxay e Chiang Khong. Dopo aver attraversato Vientiane un nuovo curvone indirizza il fiume verso sud. Nella parte meridionale del Laos si inoltra nuovamente nel Paese, nella zona di Pakse dove fu inaugurato nel 2000 il ponte omonimo, l'unico sul Mekong che collega due rive laotiane. Prima del confine cambogiano il fiume si allarga sensibilmente formando la regione di Si Phan Don (lett. quattromila isole). Le successive spettacolari cascate di Khone Phapeng segnano il confine con la Cambogia.

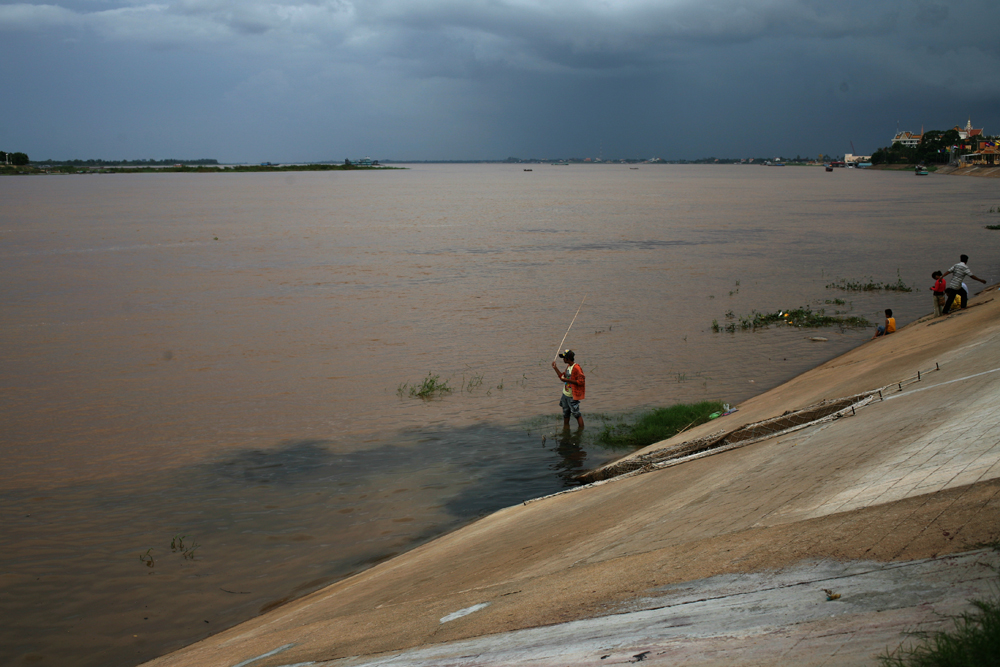
Il Mekong a Phnom Penh, in Cambogia

### Cambogia
In Cambogia il fiume è chiamato Mékôngk oppure Tonle Thom (grande fiume). Le cascate di Sambor sopra Kratié sono l'ultimo ostacolo per la navigazione. Appena prima di Phnom Penh vi è la confluenza con il fiume Tonle Sap, il principale affluente cambogiano. Dopo Phnom Penh il fiume si divide in due rami, il Bassac e il Mekong vero e proprio, che entrambi confluiscono nel delta del Mekong in Vietnam.

### Vietnam

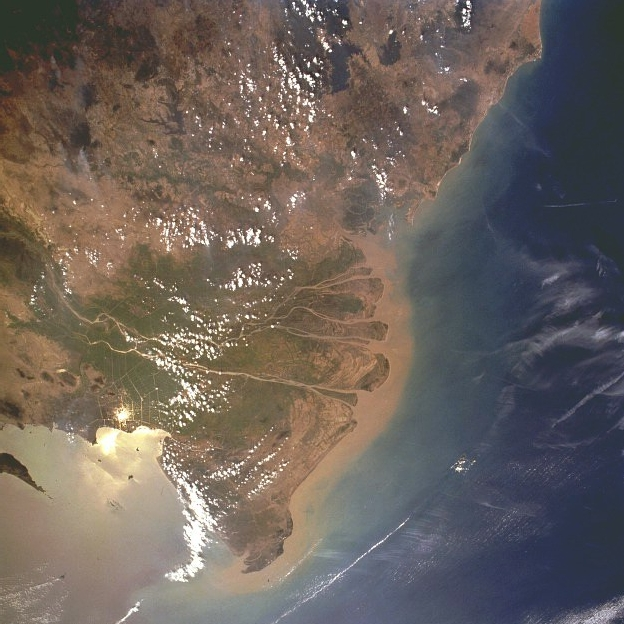
Delta del Mekong visto dallo spazio, febbraio 1996

In vietnamita, l'intero fiume è chiamato Mê Kông, la parte che attraversa il Vietnam per contro è chiamata Sông Cửu Long (fiume dei nove dragoni). Il Bassac viene chiamato Hậu Giang, letteralmente fiume posteriore, mentre il ramo chiamato Mekong in Cambogia in Vietnam è chiamato Tiền Giang, fiume anteriore. I due rami si ricongiungono nel delta del Mekong, formato da 9 bracci che sfociano in mare in prossimità di Ho-Chi-Minh.

## Inquinamento
Il fiume Mekong presenta gravi problemi di inquinamento dovuto agli scarichi di oltre 200 siti industriali, in particolare si rileva la presenza di metalli pesanti e di arsenico.
È inserito nella lista dei dieci fiumi più inquinati al mondo.
In Vietnam il problema dovuto all'arsenico interessa anche le acque di pozzo destinati all'uso potabile. Contrariamente a quanto spesso si afferma, la pesca abbondante e l'attività di acquacoltura svolta nel delta del Mekong non sono indici di salubrità delle sue acque.

## Sfruttamento idroelettrico
Negli ultimi decenni si è cominciato a sfruttare il fiume per ricavarne energia da centrali idroelettriche, in particolare dalla Cina nell'alto corso e più recentemente dal Laos con la diga Xayaburi. Quest'ultima, in particolare, rappresenta una minaccia per l'ambiente e per l'economia agricola e peschiera del fiume per i milioni di persone che vivono lungo le sue rive, anche in stati più a sud (Cambogia e Vietnam). Sono presenti però anche molte spinte per sviluppare nuove fonti di energia elettrica per le popolazioni che, nel sud-est asiatico, vivono tuttora senza accesso alla corrente elettrica in quanto troppo costosa.

## Curiosità
- Le ceneri di Sihanouk, re cambogiano morto nel 2012, sono state gettate nel Mekong.